# Cygnusarm

Zon
GC centrum van het Melkwegstelsel

De Cygnusarm, ook bekend als Buitenste-arm, Norma-arm, of Cygnus-Norma-arm, is een van de vier grote spiraalarmen van het Melkwegstelsel. De Cygnusarm is genoemd naar het sterrenbeeld Zwaan, Cygnus is Latijn voor zwaan, dat vanaf de Aarde gezien aan de sterrenhemel in de nabijheid van deze arm staat. De Cygnusarm heeft een straal van ongeveer 15.500 parsecs, gemeten vanaf het centrum van de Melkweg, en bevindt zich aan de buitenzijde van de Perseusarm. De Melkweg heeft in totaal vier grote en minimaal twee kleinere armen. De Norma-arm is het deel van de Cygnusarm dat het dichtst bij het centrum van de Melkweg ligt.
Centaurusarm · Cygnusarm · Orionarm · Perseusarm · Sagittariusarm